# 44e cérémonie des Razzie Awards
La 44e cérémonie des Golden Raspberry Awards, organisée par la Golden Raspberry Award Foundation, a eu lieu le 9 mars 2024 et récompense les pires films sortis en 2023.

## Historique
Les nominations sont annoncées le 22 janvier 2024,,,.

## Palmarès

### Pire film
Winnie-the-Pooh: Blood and Honey
- L'Exorciste : Dévotion (The Exorcist: Believer)
- Expendables 4 (The Expendables 4)
- En eaux très troubles (The Meg 2: The Trench)
- Shazam! La Rage des Dieux (Shazam! Fury of the Gods)

### Pire actrice
Megan Fox dans Johnny et Clyde (Johnny and Clyde)
- Ana de Armas dans Ghosted
- Salma Hayek dans Magic Mike : Dernière Danse (Magic Mike's Last Dance)
- Jennifer Lopez dans The Mother
- Helen Mirren dans Shazam! La Rage des Dieux

### Pire acteur
Jon Voight dans Mercy
- Russell Crowe dans L'Exorciste du Vatican
- Vin Diesel dans Fast and Furious 10 (Fast X)
- Chris Evans dans Ghosted
- Jason Statham dans En eaux très troubles

### Pire actrice dans un second rôle
Megan Fox dans Expendables 4
- Kim Cattrall dans Mon père et moi (About My Father)
- Bai Ling dans Johnny et Clyde (Johnny and Clyde)
- Lucy Liu dans Shazam! La Rage des Dieux
- Mary Stuart Masterson dans Five Nights at Freddy's

### Pire acteur dans un second rôle
Sylvester Stallone dans Expendables 4
- Michael Douglas dans Ant-Man et la Guêpe : Quantumania
- Mel Gibson dans Confidential Informant
- Bill Murray dans Ant-Man et la Guêpe : Quantumania (Ant-Man and the Wasp: Quantumania)
- Franco Nero dans L'Exorciste du Vatican (The Pope's Exorcist)

### Pire couple à l'écran
Winnie et Porcinet dans Winnie-the-Pooh: Blood and Honey
- Les mercenaires impitoyables dans Expendables 4
- Les investisseurs qui ont fait un don de 400 millions de dollars pour les droits de remake de L'Exorciste pour L'Exorciste : Dévotion
- Ana de Armas et Chris Evans dans Ghosted
- Salma Hayek et Channing Tatum dans Magic Mike : Dernière Danse

### Pire préquelle,remake,rebootou suite
- Winnie-the-Pooh: Blood and Honey
  - Ant-Man et la Guêpe : Quantumania
  - L'Exorciste : Dévotion
  - Expendables 4
  - Indiana Jones et le Cadran de la destinée (Indiana Jones and the Dial of Destiny)

### Pire scénario
- Winnie-the-Pooh: Blood and Honey
  - L'Exorciste : Dévotion
  - Expendables 4
  - Indiana Jones et le Cadran de la destinée (Indiana Jones and the Dial of Destiny)
  - Shazam! La Rage des Dieux

### Pire réalisateur
Rhys Frake-Waterfield pour Winnie-the-Pooh: Blood and Honey
- David Gordon Green pour L'Exorciste : Dévotion
- Peyton Reed pour Ant-Man et la Guêpe : Quantumania
- Scott Waugh pour Expendables 4
- Ben Wheatley pour En eaux très troubles

### Prix spécial de la rédemption
Fran Drescher : nommée en 1998 et actuelle présidente de la SAG-AFTRA, pour sa brillante conduite de la guilde des acteurs tout au long d'une grève prolongée en 2023 qui s'est terminée avec succès.

## Distinctions multiples

### Récompenses multiples
- 5 : Winnie-the-Pooh: Blood and Honey
- 2 : Expendables 4 et Megan Fox

### Nominations multiples
- 7 : Expendables 4
- 5 : L'Exorciste : Dévotion et Winnie-the-Pooh: Blood and Honey
- 4 : Shazam! La Rage des Dieux et Ant-Man et la Guêpe : Quantumania
- 3 : Ghosted et En eaux très troubles
- 2 : Indiana Jones et le Cadran de la destinée, Johnny et Clyde, L'Exorciste du Vatican et Megan Fox